# Franz Kirchfeld
Franz Kirchfeld (ur. 4 lipca 1897 w Essen, zm. 8 lipca 1969 tamże) – niemiecki as myśliwski z czasów I wojny światowej z 8 potwierdzonymi zwycięstwami powietrznymi.
Był największym z asów eskadry myśliwskiej Jasta 73. Do jednostki przybył na początku jej formowania w Fliegerersatz Abteilung Nr. 14. Pierwsze zwycięstwo odniósł 9 lipca zestrzeliwując samolot Spad. Z ośmiu zwycięstw jakie odniósł w jednostce dwa były nocne.